# Sergio Bustric
Sergio Bustric, nome d'arte di Sergio Bini (Firenze, 12 aprile 1952), è un attore italiano.
Talora è accreditato anche come Sergio Bini Bustric.

## Biografia
Laureato al Dams all'Università di Bologna, ha studiato anche mimo alla scuola di Étienne Decroux. Lavora come attore teatrale, televisivo e cinematografico. Il suo lavoro più celebre nel mondo del cinema resta La vita è bella, dove interpreta Ferruccio Papini, il miglior amico di Guido; grazie a tale pellicola è candidato come miglior attore non protagonista al David di Donatello 1998 e anche, con l'intero cast del film, allo Screen Actors Guild Award per il miglior cast cinematografico.
In seguito ha lavorato per il cinema in film come La mia squadra del cuore per la regia di Domenico Costanzo e Giuseppe Ferlito (2003) ed Il cosmo sul comò per la regia di Marcello Cesena a fianco di Aldo, Giovanni e Giacomo (2008). In TV nel 2000 è stato fra i personaggi principali di Questa casa non è un albergo, mentre nel 2003 è nel cast de Il papa buono.
Da sempre impegnato nel teatro, ha una sua compagnia (la compagnia Bustric), per la quale compone e dirige gli spettacoli teatrali, di genere comico, che ha portato in svariati paesi d'Europa e del Sud America. Nel 2008 vince la Stella d'argento al concorso premio Il Fiore. Nel 2009 ha recitato all'interno di spezzoni, con lo scopo di simulare interviste a politici, nella trasmissione televisiva di Rai 2 Annozero.

## Filmografia

### Cinema
- Il gioco, la vita, la risata..., regia di Vanna Paoli (1982)
- I re maghi, regia di Vanna Paoli (1982)
- Stelle, stellacce, stelline..., regia di Vanna Paoli (1986)
- Quartiere, regia di Silvano Agosti (1987)
- La domenica specialmente, regia di Francesco Barilli, Giuseppe Bertolucci, Marco Tullio Giordana e Giuseppe Tornatore (1991)
- Marcellino pane e vino, regia di Luigi Comencini (1991)
- Miracolo italiano, regia di Enrico Oldoini (1994)
- La vita è bella, regia di Roberto Benigni (1997)
- Frigidaire - Il film, regia di Giorgio Fabris (1998)
- La mia squadra del cuore, regia di Domenico Costanzo e Giuseppe Ferlito (2003)
- The Accidental Detective, regia di Vanna Paoli (2003)
- Fia, piccola maga, regia di Elsa Kvamme (2003)
- Non ci credo, regia di Vanna Paoli (2006)
- Il cosmo sul comò, regia di Marcello Cesena (2008)
- Cose dell'altro mondo regia di Francesco Patierno (2011)
- To Rome with Love, regia di Woody Allen (2012)
- Italy amore mio, regia di Ettore Pasculli (2013)
- Uscio e bottega, regia di Marco Daffra (2014)
- Metti una notte, regia di Cosimo Messeri (2017)
- La Fellinette, regia di Francesca Fabbri Fellini – cortometraggio (2020)
- I fratelli De Filippo, regia di Sergio Rubini (2021)
- Esterno notte, regia di Marco Bellocchio (2022)

### Televisione
- Questa casa non è un albergo – serie TV (2000)
- Lo zio d'America – serie TV (2002)
- Il papa buono, regia di Ricky Tognazzi – miniserie TV (2003)
- Catch-22 –, regia di George Clooney, Grant Heslov, Ellen Kuras – miniserie TV (2019)

## Teatro
- La vita è un canyon (1992)
- Bustric (2011)